# Estrées (Nord)

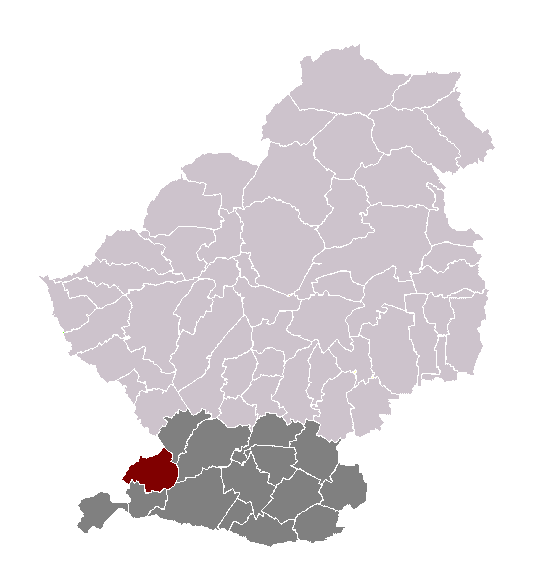
Ubicació d'Estrées dins el cantó i el districte

Estrées és un municipi francès, situat a la regió dels Alts de França, al departament del Nord. L'any 2006 tenia 1.055 habitants. Limita al nord-est amb Gœulzin, a l'est amb Cantin, al sud-est amb Arleux, al sud amb Hamel, al sud-oest amb Tortequesne, a l'oest amb Bellonne i al nord-oest amb Gouy-sous-Bellonne.

## Demografia
| 1962                                       | 1968 | 1975 | 1982 | 1990  | 1999  | 2006  |
| ------------------------------------------ | ---- | ---- | ---- | ----- | ----- | ----- |
| 738                                        | 786  | 854  | 946  | 1.027 | 1.038 | 1.055 |
| Des de 1962: població sense dobles comptes |      |      |      |       |       |       |

## Administració
| Període   | Identitat       | Partit |
| --------- | --------------- | ------ |
| 2001-2008 | Daniel Laczny   |        |
| 2008-     | Clovis Pintiaux |        |